# 慢性髓细胞性白血病
慢性髓细胞性白血病（英語：chronic myelogenous leukemia，CML）或慢性骨髓性白血病，旧称慢性粒细胞性白血病（chronic granulocytic leukemia, CGL），是一类白血病，佔整體白血病每年新症患者約15%。这种白血病表现为人体骨髓中的主要粒细胞不受管制地增长，并在血液中积累而形成。这种获得性骨髓造血干细胞，即成熟的粒细胞（中性粒细胞、嗜酸性粒细胞和嗜碱性粒细胞）进行恶性克隆衍生，通常并伴生一种骨髓增生性疾病。这种疾病源自一种称为费城染色体的染色体易位现象（9号染色体长臂移至22号染色体短臂上）。
慢性髓细胞性白血病很大程度上能被一类称为酪氨酸激酶抑制剂的靶向药物治疗，包括伊马替尼、达沙替尼和尼罗替尼等，这类標靶治疗方式对缓解治疗慢性髓细胞性白血病有非常良好的效果，患者可以獲得接近一般人的生活品質及預期壽命。

## 病因
在大多數病例中，慢性髓細胞性白血病的病因不能確定。游離輻射是其中一個可能的风险因子。

## 病征
慢性髓细胞性白血病病患通常在诊断中没有发病症状，只是在常规性试验检查中白细胞总量有偶然性的增多。在测试中，医生须排除一种类白血病反应，此类反应在外周血涂片上有相似性状。
慢性髓细胞性白血病的病征包括：
左侧、上腹腫痛脾脏肿大、肝脾及淋巴結（頸、腋下、腹股溝）腫大、萎靡不振（英語：malaise）、盜汗（晚間睡覺時大量出汗）、关节疼痛、發熱或低烧、易受病毒感染(喉嚨痛，口腔發炎等)、經常有出血（如牙齦、鼻）、傷口難以止血、贫血、消瘦、有青紫皮试症的血小板减少症（英語：thrombocytopenia）。

## 診斷
1. 驗血

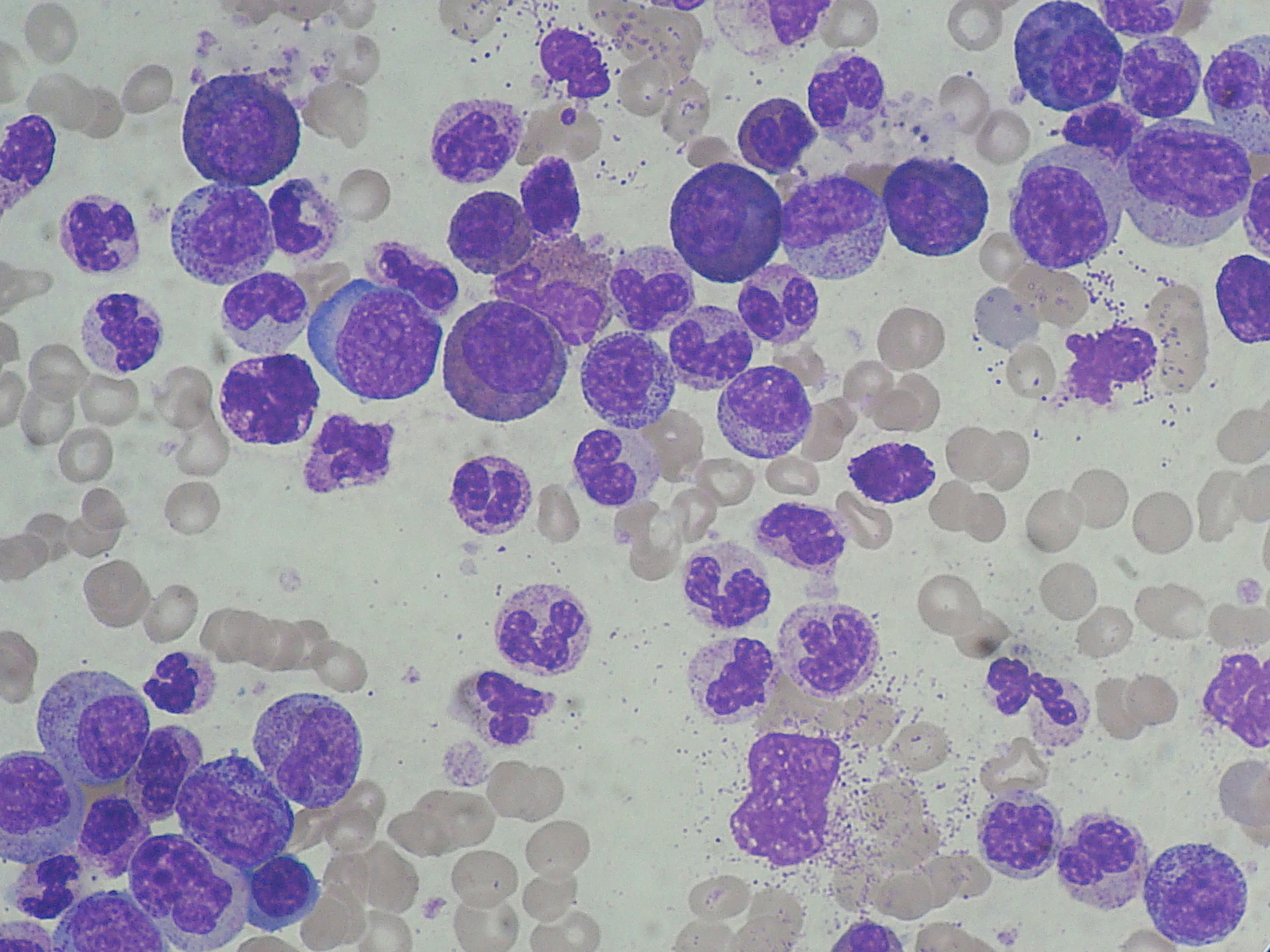
外周血象（格伦沃尔德氏染色）：已被标明的增殖的粒细胞

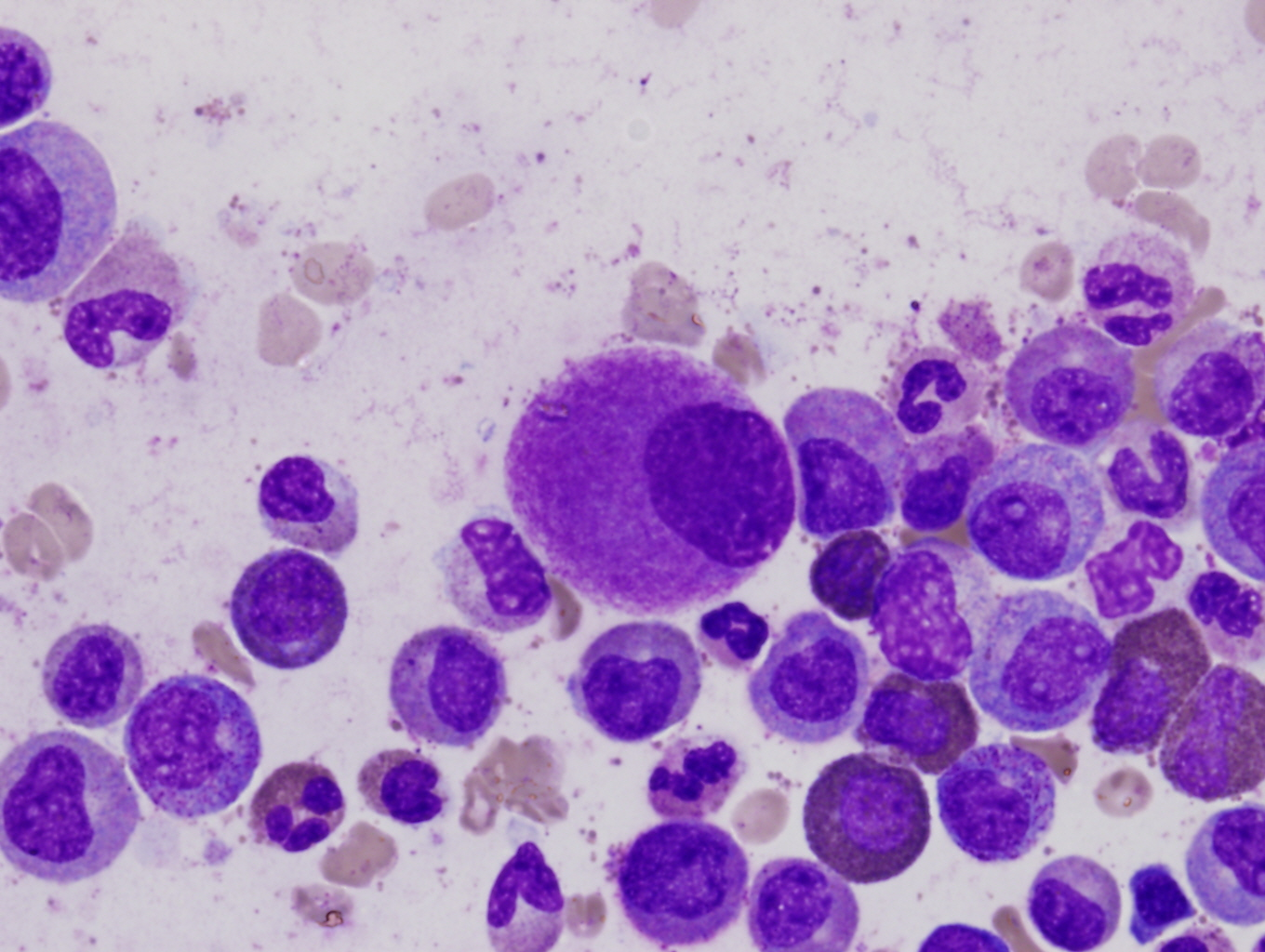
图中部为一个小型癌化的巨核细胞，此为典型慢性髓细胞性白血病

慢性髓细胞性白血病懷疑的個案，通常是在驗血以後確定的。全血球計數 (CBC)（血常规）是評定不同血細胞(例如紅血球、白細胞和血小板)的級別的測試。此数据能够显示粒细胞增加的类型，特别是包括增殖的成熟髓细胞情况。嗜碱性粒细胞、嗜酸性粒细胞的同时相应增加，可作为辨别其为慢性髓细胞性白血病而非类白血病反应的一个依据。
2. 骨髓塗片檢查
骨髓有核细胞增生明显活跃或极度活跃，以中性粒细胞中幼粒，晚幼粒，中性杆状为主。
3. 骨髓穿刺檢查和細胞遺傳學測試
此外，用于检测费城染色体的骨髓穿刺检查（英語：bone marrow biopsy），亦通常用作判定是否为慢性粒细胞白血病的评估方法。此类染色体变异可被常规的細胞遺傳學技術（英語：cytogenetics），如螢光原位雜合或聚合酶鏈式反應檢出，以觀察bcr基因与Abl基因的聚合狀況。
争议称，在一类“Ph（Philadelphia chromosome）阴性”慢性髓细胞性白血病或疑似案例中，费城染色体无法被检测到。事实上，许多患者的染色体异常状况非常复杂，以至于掩饰了9号-22号染色体易位，或是荧光原位杂交或聚合酶链式反应本身所导致的染色体组位。一类没有被证实有bcr-abl基因聚合的案例，更宜被归类为常规型骨髓增生性疾病或骨髓异常性疾病，其治疗过程应异于患有慢性髓细胞性白血病的患者。

## 病理学
慢性髓细胞性白血病归因于一类显著的基因异变，此类染色体易位称之为费城染色体。1960年，两位美国费城的科学家：宾夕法尼亚大学教授彼得·诺维尔和Fox Chase癌症中心（英語：Fox Chase Cancer Center）的大卫·亨格福德（David Hungerford）首次发现此类染色体变异。
在这个染色体易位过程中，两个染色体（9号染色体与22号染色体）发生易位，此导致在22号染色体的BCR基因与9号染色体的ABL基因相融合。而这种异常“融合”基因产生了一个重达p210或p180的蛋白质（p为计量细胞内蛋白的质量单位，相当于KDa）。因为ABL基因通常运送一种结构域，增加磷酸盐族群到酪氨酸残基（一种酪氨酸激酶），而Bcr-abl融合基因产物也是一种酪氨酸激酶。
而BCR-ABL融合蛋白又与白细胞介素-3受体亚基（英語：interleukin 3beta(c) receptor）相互作用。BCR-ABL保持持续活动状态并不需要其他细胞信息蛋白的激活。此外，BCR-ABL更释放了大量控制细胞循环的蛋白，并加速细胞分裂。更有甚之，BCR-ABL蛋白抑制了DNA修复，引发基因组的不稳定性，并使细胞更易产生遗传变异。 BCR-ABL蛋白活动机制，是慢性骨髓性白血病/慢性髓细胞性白血病的病理学意义上的原因。基于对BCR-ABL蛋白以及酪氨酸残基的研究，靶向治疗（首先被采用的是伊马替尼）则着重于特别地抑制BCR-ABL蛋白的活动。在治疗慢性髓细胞性白血病中，这种酪氨酸残基抑制剂可以发挥很大的缓解作用，并证实BCR-ABL蛋白反应是慢性骨髓性白血病/慢性髓细胞性白血病的核心原因。

## 阶段
根据临床意义的性状和研究，慢性髓细胞性白血病通常被分为三类。在没有介入因素的情况，慢性髓细胞性白血病通常起始于“慢性期”，之后经过数年后进入“加速期”，最终到“急变期”。急变期是慢性髓细胞性白血病的最终阶段，其病理状况近于急性白血病。如果药物治疗及早，其通常会停止这一累进过程。从慢性期至加速期过程以及急变期的一个累进诱因，来自于新的基因异变获得（此外还有费城染色体）。一些患者在诊断时可能已经到达“加速期”或“急变期”。

### 慢性期
大约85%的慢性髓细胞性白血病患者在慢性期时被诊断發现。在这个阶段中，患者通常没有病症，或者仅有一些乏力、左侧疼痛、关节疼痛或者腹胀。慢性期长度各有不同，并取决于疾病何时被诊断以及治疗介入时间。在没有治疗的情况下，疾病过程会进入加速期。

### 加速期
确定进入加速期的标准并不固定。几种被广泛采用的标准是来自于M.D. Anderson癌症中心（M.D. Anderson Cancer Center）和世界卫生组织。世界卫生组织标准被最广泛地采用，其定义的加速期包括以下特征：
- 血液或者脊髓中，原粒细胞达到10-19%
- 血液或者脊髓中，嗜碱性粒细胞大于20%
- 排除治疗因素，血小板总量小于100,000
- 排除治疗因素，血小板总量大于1,000,000
- 除费城染色体外，细胞遗传变化伴有新的变异
- 排除治疗因素，脾脏肿瘤或白血球总量增大

如果病人呈现以上任何一种特征，均被视为进入加速期。加速期非常重要，因为其暗示疾病在恶化，并将向急变期转化。在此阶段，药物治疗通常效果甚微。

### 急变期
急变期是慢性髓细胞性白血病的最终过程，其性征类似一种急性白血病，病情将急速恶化。以下特征被用于判断进入急变期：
- 血液或者脊髓中，原粒细胞或淋巴细胞超过20%
- 骨髓穿刺检查中，骨髓组织大量坏损
- 绿色瘤（chloroma）增长

## 治疗

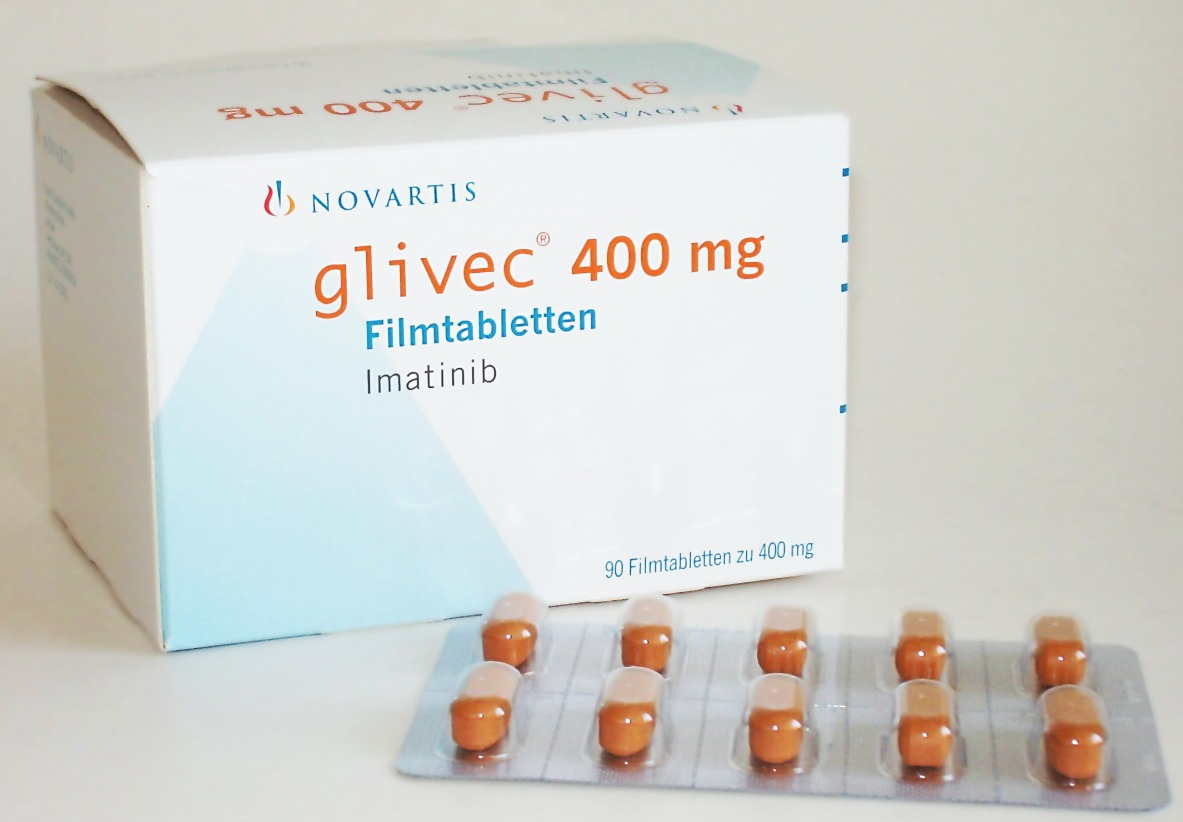
每包 90 片诺华格列卫。每片含 400 毫克伊马替尼。德国分销包装。

慢性髓细胞性白血病的唯一治愈手段是骨髓移植。除此之外的治疗手段有酪氨酸激酶抑制剂，骨髓抑制疗法，脾切除术和alfa-2b干扰素。
在慢性髓细胞性白血病的慢性期阶段中，伊马替尼（商品名为“格列卫”、STI-571、CGP57148B）是首选的酪氨酸激酶抑制剂。此药于2001年经过美国食品药品监督管理局的批准。伊马替尼已经证明可以抑制大多数慢性髓细胞性白血病患者（65-75%）的体内骨质增生疾患（细胞遗传反应）。尽管通过逆轉錄聚合酶鏈式反應分析，在绝大多数患者体内仍然存有少量白血病细胞，且治疗必须无限期地延长，慢性髓细胞性白血病是第一个可以通过药物治疗而能使患者达到正常生活预期的癌症疾病。为克服伊马替尼抗药性，以及增强酪氨酸激酶抑制剂效用，两种新型产品得到推广。一种名为达沙替尼作为酪氨酸激酶抑制剂，其可以阻断多种致癌蛋白，并在2007年经过美国食品药品监督管理局的批准。已经对伊马替尼有抗药性或依赖性的慢性骨髓性白血病/慢性髓细胞性白血病患者，可用其药取代伊马替尼。另一种酪氨酸激酶抑制剂尼罗替尼也因同样效用获得美国食品药品监督管理局的批准。这两种新药于2010年被应用于临床，所以至今有三种一线的治疗慢性骨髓性白血病/慢性髓细胞性白血病的药品。
一种称为T315I的突变，使得达沙替尼、尼罗替尼无法克服伊马替尼抗药性。所有至今对此突变的治疗只限于试验阶段。2010年10月，一种名为的口服试剂已被介入II期研究，旨正在察看该药对所无Ph+的白血病的疗效，其外包罗处于各个疾病分期的患者。在其I期研究中，其对T315I在内的各类突变的治疗呈强大效用。

## 預後
在酪氨酸激酶抑制剂出现之前，从确诊开始慢性髓细胞性白血病患者的中位数生存时间为3-5年。在酪氨酸激酶抑制剂出现之后，患者的存活率大幅上升了。
2006年的一项跟踪研究显示，553名服用伊马替尼（格列卫）的患者五年后存活率为89%。
2011年的一项跟踪了832名患者研究显示，服用伊马替尼并获得持续稳定的细胞遗传学反应后，患者八年存活率为95.2%，其生存数据比率近乎正常人群。只有不到1%的病人死于白血病恶化。

## 流行病學
慢性髓细胞性白血病发生于全部年龄人群，發病率隨年齡的增長而提高，绝大多数通常为中年或老年。每年疾病发生率为10万人中有1-2例，男性患者稍微多于女性。在西方人群中，慢性髓细胞性白血病患者占全部成人白血病的15%-20%。最广为人知的疾病诱因是游離輻射；比如，二战后期日本长崎与广岛的原子弹爆炸后，当地慢性髓细胞性白血病患病比率的大幅上升。
中國大陸的發病率約為0.36-1/10萬人，以中老年人為主，估計患者總數超過10萬人。臺灣年齡標化發病率(使用2000年世界標準人口）男性為 1.05/10萬人， 女性為  0.62/10萬人。香港發病率基本相若，現時全港大概有400-500名CML患者，每年最少有40-50宗新增個案。

## 病例
- 岡崎令治 - 日本分子生物學家，岡崎片段的發現者。1945年廣島原爆時淋到「黑雨」，1975年死於慢性髓细胞性白血病，享年44歲。